# Tetrabutylblei
Tetrabutylblei ist eine chemische Verbindung aus der Gruppe der Bleiorganyle.

## Gewinnung und Darstellung
Über die Herstellung von Tetrabutylblei wurde 1925 von Richard Danzer berichtet. Im Gegensatz zu Tetramethylblei oder Tetraphenylblei bildet sich bei der Umsetzung der entsprechenden Grignard-Verbindung Butylmagnesiumchlorid mit Blei(II)-chlorid nicht Tetrabutylblei, sondern als Hauptprodukt das Hexabutyldiplumban (H9C4)3Pb—Pb(C4H9)3. Dieses kann durch Zugabe von Brom in Tributylbleibromid überführt und dann mit weiterem Butylmagnesiumchlorid zu Tetrabutylbei umgesetzt werden.

## Eigenschaften

### Physikalische Eigenschaften
Das 13C-NMR-Spektrum zeigt vier Signale für die Kohlenstoffatome, die mit zunehmendem Abstand vom Zentralatom wie folgt zugeordnet werden: 18,3 / 31,5 / 27,7 und 13,7 ppm. Das 1H-NMR-Spektrum weist für die Methyl-Gruppe ein Signal bei 0,9 und für die CH2-Gruppen Signale bei 1,0 – 2,0 ppm aus.

### Chemische Eigenschaften
Wie das homologe Tetraphenylblei reagiert auch Tetrabutylblei mit elementarem Schwefel bei Temperaturen über 125 °C  explosionsartig unter Bildung von Dibutylsulfid und Bleisulfid:
{\displaystyle \mathrm {Pb(C_{4}H_{9})_{4}+\ 3\ S\ \xrightarrow {\ } PbS+\ 2\ S(C_{4}H_{9})_{2}} }